# Австралийский толстохвостый геккон

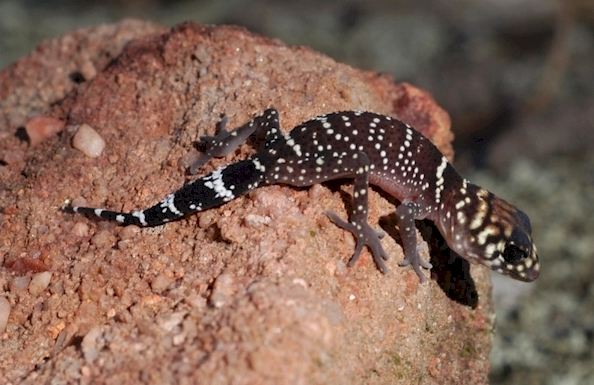

Австралийский толстохвостый геккон (лат. Underwoodisaurus milii) — вид гекконов, обитающий в Западной Австралии. Видовое латинское название дано в честь французского натуралиста Пьера Милюса (1773—1829).
Общая длина достигает 12—14 см. Окраска тела розового цвета, на спине и голове заметен также коричневый цвет. Хвост толстый, тёмного, почти чёрного, цвета. Туловище и хвост покрыты маленькими белыми крапинками. Лапы достаточно большие. У самцов по бокам у основания хвоста две выпуклости. Кроме того, у них имеются бедренные поры на внутренней стороне задних ног. Эти поры используются для выделения мускуса.
Это наземная ящерица, любит пустыни и полупустыни. Быстро передвигается по земле. Активна ночью. Днём прячется под камнями и листьями. Зимой температура колеблется в пределах от 18 °C днём и около 10 °С в течение ночи, поэтому в этот период гекконы гораздо менее активны и кормятся, опираясь на свои запасы жира, которые находятся в хвосте. Питается главным образом насекомыми, реже овощами. Этот геккон и некоторые другие виды гекконов имеют необычную привычку облизывать свои глаза после приёма пищи, по-видимому, чтобы сохранить глаза чистыми. Геккон также может издавать свист, в основном, чтобы отпугнуть хищников.
Половая зрелость наступает через 1—1,5 года. Яйцекладущая ящерица. Спаривание начинается с наступлением тепла. Самки откладывают яйца до 8—9 кладок в течение сезона. Молодые гекконы появляются через 2 месяца. Они начинают питаться самостоятельно через 1—2 недели.